# Sonohra
Sonohra è un duo di cantanti italiani costituito dai fratelli Luca e Diego Fainello, originari di Verona. Il duo ha vinto la sezione giovani del Festival di Sanremo 2008 con il brano L'amore.

## Storia

### Gli inizi
Luca e Diego Fainello nascono a Verona rispettivamente il 27 febbraio 1982 e il 27 novembre 1986. Si avvicinano alla musica già da piccoli grazie al nonno violinista e alla madre cantante, venendo incoraggiati dai genitori ad intraprendere la strada della musica.
Si fanno inizialmente chiamare "2tto" pubblicando il singolo Grido e canto e incidendo la sigla italiana dell'anime UFO Baby. In seguito scelgono il nome "Domino" e nel 2006 pubblicano il singolo Come tu mi vuoi.
Non ottengono particolari successi e continuano ad esibirsi unplugged nei bar e nei locali sul Lago di Garda e dintorni riarrangiando cover di alcune canzoni famose.
In uno di questi locali incontrano Roberto Tini, che, dopo aver ascoltato alcuni demo, si mette in contatto con produttori e discografici in Italia e negli Stati Uniti fino a farli firmare, nel 2007, con una casa discografica. Cambiano quindi nome in Sonohra.

### Liberi da sempre
Nel 2008 partecipano al Festival di Sanremo nella sezione "Giovani" con il brano L'amore, risultando vincitori. Il 29 febbraio 2008 viene pubblicato il loro primo album, Liberi da sempre, con il quale conseguono il disco di platino superando le 100 000 copie.
Il 16 maggio esce nelle radio il secondo singolo, Love Show, che viene presentato il giorno successivo ai TRL Awards 2008 di Napoli, dove vincono nella categoria "Best New Artist". Durante l'estate tengono il Liberi da sempre Tour, al quale segue il terzo singolo Salvami, uscito il 5 settembre. Ricevono inoltre una nomination come "Miglior artista italiano" agli MTV Europe Music Awards. Ispirandosi al singolo Love Show registrano la sigla del Kids' Choice Awards 2008, dove vengono candidati come "Miglior band" e vincono "Tormentone dell'anno" con L'amore.
Nel novembre 2008 esce il loro primo CD-DVD live Sweet Home Verona registrato il 6 settembre al Teatro Romano di Verona. Le canzoni vengono qui riarrangiate in chiave acustica, accompagnate da un'orchestra di archi e violini. A una settimana dall'uscita il DVD raggiunge la prima posizione tra i più venduti, mentre il CD entra nella top 30.
Il 17 marzo 2009 esce in Sud America l'album Libres, la versione spagnola di Liberi da sempre, già anticipato dal singolo Besos Faciles (Love Show). Per promuovere il lavoro, i Sonohra partono per l'America, girando per Miami, Colombia, Argentina, Messico e Brasile. Rientrati in Italia, vincono il premio "Best riempipiazza" ai Trl Awards 2009 e si esibiscono con In My Imagination, versione inglese del brano Io e te. Nel luglio 2009 collaborano con la cantautrice messicana Yuridia al pezzo Todas Las Noches dal suo album Nada es color de rosa, uscito il 13 ottobre 2009. Il 2 dicembre 2009 L'amore (versione nipponica di Liberi da sempre) viene pubblicato in Giappone.

### Metà
Il 24 settembre 2009 i Sonohra partono per Londra per registrare il loro secondo album, Metà, che viene realizzato nello studio 3 di Abbey Road. Nel dicembre 2009 esce il primo singolo tratto da Metà, Seguimi o uccidimi, del quale viene realizzata anche una versione in inglese intitolata Cut Me Loose.
Il 18 dicembre 2009 viene ufficializzata la loro partecipazione al Festival di Sanremo 2010 nella sezione Artisti con il brano Baby, che viene pubblicato il 17 febbraio 2010 in digitale, mentre per il 19 dello stesso mese esce nei negozi l'album. Al Festival i Sonohra vengono eliminati dalla giuria demoscopica nel corso della seconda serata.
Nell'aprile 2010 prendono parte all'ottavo episodio della serie televisiva I Cesaroni. Il 23 aprile 2010 viene pubblicato il terzo singolo estratto da Metà, Good Luck My Friend, che vince il premio di "Summer Song 2010" allo spettacolo The Summer Song promosso da MTV e Coca-Cola. Il 30 settembre sono ospiti di Claudio Baglioni a O' Scià.
Il 19 novembre 2010 pubblicano il brano There's a Place for Us per la colonna sonora del film Le cronache di Narnia - Il viaggio del veliero. Il singolo viene incluso nell'EP A Place for Us, contenente altre sette canzoni tratte da Liberi da sempre e Metà cantate in inglese e riarrangiate, che viene pubblicato il successivo 30 novembre.

### La storia parte da qui
Sotto la guida del nuovo manager Enrico Garnero e per la prima volta come band indipendente, il 15 maggio 2012 esce il terzo album dal titolo La storia parte da qui. È anticipato dai singoli The Sky Is Yours, la versione acustica e in inglese de Il cielo è tuo e Si chiama libertà.
L'album si classifica al quarto posto nella classifica dei dischi più venduti e viene pubblicizzato con il tour "La storia parte da qui tour 2012". Il 1º giugno 2012 si esibiscono nell'ambito delle celebrazioni del Family Day insieme a Hevia.

### Il viaggio
Il 4 aprile 2014 i Sonohra pubblicano il singolo Il viaggio, autoprodotto e commercializzato dall'etichetta Believe Digital, scritto da Enrico Ruggeri ed eseguito insieme alla band Modena City Ramblers. L'album omonimo, che esce il 22 aprile, viene presentato il 12 aprile con un'esibizione in Piazza Duomo a Milano insieme all'artista cinese Li Wei. Il 31 maggio si tiene la prima tappa del "Sonohra #IlViaggioTour2014" al Teatro Asioli di Correggio.
Il 21 giugno sono ospiti di Daniele Ronda, opening act dei concerti del "Mondovisione Tour Stadi 2014" di Ligabue. A giugno e ottobre pubblicano il secondo e il terzo estratto da Il viaggio, Cos'è la felicità e Oltre i suoi passi.
L'8 marzo 2015 tengono un concerto al Teatro Nuovo di Verona dal quale viene tratto un album live, contenente due inediti. Il 1º settembre partecipano ad un concerto a favore della U.I.L.D.M. Onlus organizzato da Rudy Rotta con la partecipazione di Ian Paice, batterista dei Deep Purple.
A maggio 2017 esce il nuovo singolo Destinazione mondo, a cui fa seguito il 26 gennaio 2018 Per ricominciare. Il brano anticipa il nuovo album di inediti che viene pubblicato a settembre 2018.
Dopo diversi live e un tour teatrale, il 25 maggio 2021 esce il singolo Arizona. A dicembre 2021 i Sonohra firmano un contratto discografico con SAIFAM. A maggio 2022 esce Liberi da sempre 3.0, remake dell'omonimo disco d'esordio. Nel 2023 firmano con Baobab Music.

## Formazione

### Formazione attuale
- Luca e Diego Fainello - chitarre e voci
- Timo Orlandi - basso
- Alberto Paderni - batteria

### Ex componenti
- Roberto Tini - chitarra
- Jacopo Tini - batteria
- Paolo Gialdi - basso
- Giancarlo Zucchi - tastiere
- Pietro Cuppone - chitarra
- Andy Eynaud - batteria
- Giulio Filotto - polistrumentista
- Alberto Pavesi - batteria
- Luciano Santoro - basso
- Marco Zago - tastiere
- Matteo Vallicella

## Discografia

### Album in studio
- 2008 - Liberi da sempre
- 2010 - Metà
- 2012 - La storia parte da qui
- 2014 - Il viaggio
- 2018 - L'ultimo grande eroe
- 2021 - Symphony
- 2022 - Liberi da sempre 3.0

### EP
- 2010 - A Place for Us

### Album Live
- 2008 - Sweet Home Verona
- 2015 - IlViaggioTourLive2015

### Album in versione straniera
- 2009 - Libres - America Latina
- 2009 - L'amore - Giappone

### Singoli
- 2008 - L'amore
- 2008 - Love Show
- 2008 - Salvami
- 2009 - Seguimi o uccidimi
- 2010 - Baby
- 2010 - Good Luck My Friend
- 2010 - There's a Place for Us
- 2011 - Let Go
- 2012 - The Sky Is Yours
- 2012 - Si chiama libertà (feat. Hevia)
- 2012 - Il cielo è tuo
- 2012 - Il re del nulla
- 2014 - Il viaggio (feat. Modena City Ramblers)
- 2014 - Cos'è la felicità
- 2014 - Oltre i suoi passi (feat. Claudia "Cloe" Sala)
- 2015 - Continuerò
- 2017 - Destinazione mondo
- 2018 - Per ricominciare
- 2018 - Come un falco che va nel suo cielo
- 2018 - Un gioco di parole
- 2018 - L'ultimo ballo lento
- 2018 - Con una foto di James Dean
- 2018 - Ciao
- 2020 - All of my soul
- 2021 - Arizona
- 2023 - Sembra Hollywood da quassù
- 2024 - Ovunque andrai io ci sarò (con Alex Band)

### Collaborazioni
- 2009 - Todas las noches (feat. Yuridia)
- 2012 - L'amore s'impara (feat. Roberta Di Lorenzo)
- 2012 - Si chiama libertà (feat. Hevia)
- 2012 - Il re del nulla (feat. Michael Adrian)
- 2012 - Nuda fino all'eternità (feat. Secondhand Serenade)
- 2014 - Il viaggio (feat. Modena City Ramblers)
- 2014 - Oltre i suoi passi (feat. Claudia "Cloe" Sala)

## Tour
- 2008-2009 - Liberi da sempre tour
- 2010 - Metà tour
- 2010-2011 - A place for us tour
- 2012 - La storia parte da qui tour
- 2013 - Sonohra acoustic trio
- 2014 - Il viaggio tour
- 2017 - Destinazione mondo tour
- 2018-2019 - 10th anniversary tour
- 2019-2020 - The folk tour experience
- 2021 - Via il sipario tour
- 2023 - Liberi da sempre nuova era tour
- 2024 - #Civico6 club tour

## Premi e competizioni
- 2008 - Festival di Sanremo 2008 - Sezione "Giovani"
- 2009 - Wind Music Award - "Premio Fondazione Arena di Verona"[19]
- 2009 - Los Premios MTV Latinoamérica - "Artista Revelaciòn"[20]
- 2010 - Wind Music Award - Premio Giovani Artisti[21]
- 2010 - Mtv The Summer Song
- 2010 - MTV MY TRL Video (nomination)
- 2010 - Italian TRL Awards 2010 - "Best Fan Club" (nomination)
- 2010 - Wind Music Award - F.I.M.I. Award for Young Artist
- 2010 - Premio Roiggep Band d'Italia
- 2010 - Coca Cola Live @ MTV - The Summer Song with Good Luck My Friend
- 2010 - MTV Europe Music Awards 2010 - Best Italian Act (nomination)